# هارونا سوزوكي
هارونا سوزوكي (باليابانية: 鈴木春奈؛ بالكانا: すずき はるな) هي متزلجة فنية يابانية، ولدت في 9 أبريل 1997 في يوكوهاما في اليابان.

## وصلات خارجية
- هارونا سوزوكي على موقع الاتحاد الدولي للتزلج (الإنجليزية)